# Шелеховский район
Ше́леховский райо́н — административно-территориальное образование (район) и муниципальное образование (муниципальный район) в Иркутской области России.
Административный центр — город Шелехов.

## География
Шелеховский район расположен в южной части Иркутской области, в 4,2 км к юго-западу от г. Иркутска (расстояние между границами муниципальных образований) и приблизительно в 7 км к северо-западу от оз. Байкал.
Территория Шелеховского района граничит:
на севере с Ангарским районом;
на северо-востоке и востоке с Иркутским районом;
на юге со Слюдянским районом;
на западе с Усольским районом.
Площадь Шелеховского района 202 тыс. га, в Иркутской области меньшую площадь имеет только Ангарский район.

## История
Район был образован в 1993 году, став одним из самых молодых административно-территориальных образований в области.

## Население
| 2002    | 2009    | 2010    | 2011    | 2012    | 2013    | 2014    |
| ------- | ------- | ------- | ------- | ------- | ------- | ------- |
| 11 836  | ↗13 726 | ↗62 378 | ↗62 427 | ↗62 925 | ↗63 332 | ↗63 700 |
| 2015    | 2016    | 2017    | 2021    |         |         |         |
| ↗64 283 | ↗64 690 | ↗65 429 | ↘65 099 |         |         |         |

Численность населения района составляет 2.8 % от населения области.

### Урбанизация
В городских условиях (город Шелехов) проживают  64,51 % населения района.

## Муниципально-территориальное устройство
В рамках организации местного самоуправления в Шелеховском районе образовано 6 муниципальных образований, в том числе 1 городское и 5 сельских поселений:
| №        | Муниципальное образование               | Административный центр | Количество населённых пунктов | Население (чел.) | Площадь (км²) |
| -------- | --------------------------------------- | ---------------------- | ----------------------------- | ---------------- | ------------- |
| 1e-06    | Городское поселение                     |                        |                               |                  |               |
| 1        | Шелеховское муниципальное образование   | город Шелехов          | 1                             | ↘41 998          | 32,83         |
| 1.000002 | Сельские поселения                      |                        |                               |                  |               |
| 2        | Большелугское муниципальное образование | посёлок Большой Луг    | 6                             | ↘4531            | 231,06        |
| 3        | Баклашинское муниципальное образование  | село Баклаши           | 4                             | ↗12 363          | 209,97        |
| 4        | Олхинское муниципальное образование     | деревня Олха           | 3                             | ↗3201            | 73,67         |
| 5        | Подкаменское муниципальное образование  | посёлок Подкаменная    | 9                             | ↘835             | 566,14        |
| 6        | Шаманское муниципальное образование     | село Шаманка           | 3                             | ↘1683            | 856,28        |

С 1 января 2006 до 1 января 2020 года Большелугское муниципальное образование имело статус городского поселения.

### Населённые пункты
В Шелеховском районе 25 населённых пунктов.
| №  | Населённый пункт | Тип     | Население | Муниципальное образование               |
| -- | ---------------- | ------- | --------- | --------------------------------------- |
| 1  | Баклаши          | село    | ↗8869     | Баклашинское муниципальное образование  |
| 2  | Большая Глубокая | посёлок | ↗31       | Подкаменское муниципальное образование  |
| 3  | Большой Луг      | посёлок | ↘4472     | Большелугское муниципальное образование |
| 4  | Введенщина       | село    | ↗1366     | Баклашинское муниципальное образование  |
| 5  | Глубокая         | посёлок | ↗59       | Подкаменское муниципальное образование  |
| 6  | Граматуха        | посёлок | →0        | Подкаменское муниципальное образование  |
| 7  | Дачная           | посёлок | →56       | Олхинское муниципальное образование     |
| 8  | Источник         | посёлок | ↘11       | Подкаменское муниципальное образование  |
| 9  | Куйтун           | село    | ↘52       | Шаманское муниципальное образование     |
| 10 | Летняя           | посёлок | ↗36       | Олхинское муниципальное образование     |
| 11 | Моты             | село    | ↗466      | Шаманское муниципальное образование     |
| 12 | Огоньки          | посёлок | ↘41       | Большелугское муниципальное образование |
| 13 | Олха             | деревня | ↗3047     | Олхинское муниципальное образование     |
| 14 | Орлёнок          | посёлок | →15       | Большелугское муниципальное образование |
| 15 | Пионерск         | посёлок | ↗81       | Баклашинское муниципальное образование  |
| 16 | Подкаменная      | посёлок | ↘686      | Подкаменское муниципальное образование  |
| 17 | Рассоха          | посёлок | ↘59       | Большелугское муниципальное образование |
| 18 | Родниковый       | посёлок | ↘6        | Подкаменское муниципальное образование  |
| 19 | Санаторный       | посёлок | →7        | Подкаменское муниципальное образование  |
| 20 | Трудный          | посёлок | →39       | Подкаменское муниципальное образование  |
| 21 | Хузино           | посёлок | ↘9        | Подкаменское муниципальное образование  |
| 22 | Чистые Ключи     | посёлок |           | Баклашинское муниципальное образование  |
| 23 | Шаманка          | село    | ↗1003     | Шаманское муниципальное образование     |
| 24 | Шелехов          | город   | ↘41 998   | Шелеховское муниципальное образование   |
| 25 | Ягодный          | посёлок | ↘48       | Большелугское муниципальное образование |

В декабре 2019 года пгт Большой Луг был переведён в категорию сельского населённого пункта как посёлок.
Вновь образованные населённые пункты
В 2013 году образован посёлок Чистые Ключи.

### Упразднённые населённые пункты
- 2024 год — посёлок Таёжный

## Местное самоуправление
Председатели Думы
- до 2023 года - Фёдор Сергеевич Саломатов
- с 2023 года - Андрей Николаевич Солдатенко

Глава администрации
- Максим Николаевич Модин

## Экономика
Промышленность региона представлена следующими предприятиями:
- металлургическое производство: Иркутский алюминиевый завод, ЗАО «Кремний», ООО «СУАЛ-ПМ»;
- производство электрических машин и оборудования: ОАО «Иркутсккабель»;
- производство готовых металлических изделий: ОАО «Шелеховский РМЗ»;
- производство прочих неметаллических минеральных продуктов: ОАО «Восточно-Сибирский завод ЖБК»;
- русско-швейцарский деревообрабатывающий завод «Роял Вуд» в пгт. Большой Луг.

## Транспорт
Шелеховский район с северо-востока на юго-запад пересекают железнодорожная Транссибирская магистраль и федеральная автомобильная трасса М55 «Байкал», называемая Култукским трактом.

## Культура
Шелехов — это современный культурный город, имеющий хорошо развитую сеть учреждений культуры, обладающий уникальными творческими коллективами завоевали признание не только в Иркутской области, но и далеко за её пределами.
Культурное пространство города Шелехова — это 30 учреждений культуры, 39 творческих коллективов и 68 клубных формирований, 9 ведомственных учреждений культуры.
На территории города Шелехова осуществляет деятельность сеть учреждений, предоставляющих населению различные услуги в сфере культуры: МУ КДЦ «Очаг», структурное подразделение МУ «ГСК» «Городской детский парк», РМУК «Шелеховская межпоселенческая централизованная библиотека», МУК «Городской музей Г. И. Шелехова», ДК «Металлург», ООО «Метелица — Байкал», кинотеатр «Юность», МОУК ДОД «Детская художественная школа им. В. И. Сурикова».